# Ольгино (Дальнеконстантиновський район)
Ольгино (рос. Ольгино) — присілок в Дальнеконстантиновському районі Нижньогородської області Російської Федерації.
Населення становить 23 особи. Входить до складу муніципального утворення Суроватихинська сільрада.

## Історія
Від 2009 року входить до складу муніципального утворення Суроватихинська сільрада.

## Населення
| 2002 | 2010 |
| ---- | ---- |
| 28   | ↘23  |